# Fehéroroszország az Eurovíziós Dalfesztiválokon
Fehéroroszország eddig tizenhat alkalommal vett részt az Eurovíziós Dalfesztiválon.
A fehérorosz műsorsugárzó a Fehérorosz Állami Televízió- és Rádiótársaság (Belaruskaja Tele-Radio Kampanija, BTRC), amely 1993-ban lett tagja az Európai Műsorsugárzók Uniójának, és 2004-ben csatlakozott a versenyhez. Szerbia mellett a másik ország, amely előbb vett részt a Junior Eurovíziós Dalversenyen (2003-tól), mint a felnőtt versenyen.

## Története

### Évről évre
A fehérorosz tévé már 2003-ban is érdeklődést mutatott a dalversenyen való szereplés iránt, de a résztvevők korlátozott száma miatt ekkor még nem kaptak lehetőséget erre. A következő évben az elődöntő bevezetése lehetővé tette, hogy az addiginál lényegesen több ország vegyen részt, így Fehéroroszország is csatlakozhatott.
Legjobb eredményüket 2007-ben érték el, amikor a döntőben a hatodik helyen végeztek. A többi alkalommal nem sikerült továbbjutniuk az elődöntőből. Ezzel szemben sokkal több sikert értek el a 2003 óta megrendezett Junior Eurovíziós Dalversenyen, ahol már kétszer is győzni tudtak. 2010-ben ismét sikerült továbbjutniuk a döntőbe, ott azonban az utolsó előtti helyen zártak. 2011-ben és 2012-ben is kiestek az elődöntőben. A következő két évben újra továbbjutottak, és a döntőben mind a kétszer a 16. helyen végeztek. 2015-ben és 2016-ban ismét nem jutottak tovább. 2017-ben ott voltak a döntőben, ahol a 17. helyezést érték el. 2018-ban nem jutottak be a döntőbe. 2019-ben ismét továbbjutottak, ekkor 24. helyen végeztek.
2020-ban a VAL együttes képviselte volna az országot, azonban március 18-án az Európai Műsorsugárzók Uniója bejelentette, hogy 2020-ban nem tudják megrendezni a versenyt a COVID–19-koronavírus-világjárvány miatt. A fehérorosz műsorsugárzó által nem kaptak újabb lehetőséget az ország képviseletére a következő évben. Ekkor a Galasy ZMesta együttest jelölték ki tíz év után először belső kiválasztással. Versenydaluk, a Ya nauchu tebya (I’ll Teach You) szövege azonban kigúnyolta a 2020-as fehéroroszországi tüntetések résztvevőit és támogatóit. Az EBU március 11-én közleményt adott ki, melyben megerősítette, hogy a dal megkérdőjelezi a dalverseny nem politikai jellegét, így visszavonták a dalt ezen formájában a versenytől, és törölték a hivatalos videót is, továbbá bejelentették, hogy amennyiben a BTRC nem módosítja a dal szövegét vagy nem választ egy teljesen új dalt, az országot kizárják a versenyből. Ezt követően a BTRC egy új dalt nyújtott be ugyanattól az előadótól, egyeztetett időn belül. Az új szerzemény azonban megsértette a verseny azon szabályát is, amely biztosítja, hogy a versenyt ne tűntesse fel rossz hírnévben a dal. Mivel a BTRC nem nyújtott be megfelelő pályázatot a meghosszabbított határidőn belül, Fehéroroszország nem vehetett részt a 2021-es Eurovíziós Dalfesztiválon és az EBU kizárta a műsorsugárzót a szervezet tagjai közül. 2004-es debütálásuk óta ez volt az első alkalom, hogy nem szerepeltek.

### Nyelvhasználat
A nyelvhasználatot korlátozó szabály 1999-ig volt érvényben, vagyis Fehéroroszország 2004-es debütálásakor már szabadon megválaszthatták az indulók, hogy milyen nyelvű dallal neveznek.
Egészen 2016-ig mindegyik fehérorosz induló teljes egészében angol nyelvű dallal versenyzett. 2017-ben azonban a Naviband teljes egészében az anyanyelvén adta elő a dalát - ez volt az Eurovíziós Dalfesztivál történetének első és egyetlen fehérorosz nyelvű dala.

### Nemzeti döntő
A fehérorosz műsorsugárzó eddig minden alkalommal egy nemzeti döntő keretében választotta ki az indulót, általában egy zsűri segítségével. 2005-ben Angelica Agurbash a nemzeti döntő megnyerése után úgy döntött, hogy egy teljesen más dallal nevez a nemzetközi versenyre.
2007 óta egy elődöntőt is rendeznek egy hónappal a döntő előtt, és a továbbjutott előadóknak lehetősége van arra, hogy a döntőre egy másik dalt válasszanak, mint amit az elődöntőben énekeltek. 2010-ben illetve 2011-ben belső válogatással nevezték meg az indulójukat, viszont 2012-ben visszatértek a korábbi nemzeti döntős formulához. 2010-től minden évben botrány övezte Fehéroroszországban az Eurovíziós Dalfesztivált, ezért a végső induló, vagy a dal le lett cserélve - ez a "sorozat" viszont 2014-ben véget ért.

## Résztvevők
| Év   | Előadó                   | Dal                 | Magyar fordítás               | Döntő                   | Pontszám                | Elődöntő           | Pontszám           |
| ---- | ------------------------ | ------------------- | ----------------------------- | ----------------------- | ----------------------- | ------------------ | ------------------ |
| 2004 | Aleksandra és Konstantin | My Galileo          | Az én Galileóm                | Nem jutott be a döntőbe | Nem jutott be a döntőbe | 19.                | 10                 |
| 2005 | Angelica Agurbash        | Love Me Tonight     | Szeress engem ma éjjel        | Nem jutott be a döntőbe | Nem jutott be a döntőbe | 13.                | 67                 |
| 2006 | Polina Smalova           | Mum                 | Anya                          | Nem jutott be a döntőbe | Nem jutott be a döntőbe | 22.                | 10                 |
| 2007 | Koldun                   | Work Your Magic     | Varázsolj                     | 6.                      | 145                     | 4.                 | 176                |
| 2008 | Ruslan Alehno            | Hasta la Vista      | Viszlát                       | Nem jutott be a döntőbe | Nem jutott be a döntőbe | 17.                | 27                 |
| 2009 | Petr Elfimov             | Eyes That Never Lie | Szemek, melyek sosem hazudnak | Nem jutott be a döntőbe | Nem jutott be a döntőbe | 13.                | 25                 |
| 2010 | 3+2 és Robert Wells      | Butterflies         | Pillangók                     | 24.                     | 18                      | 9.                 | 59                 |
| 2011 | Anastasiya Vinnikova     | I Love Belarus      | Szeretem Fehéroroszországot   | Nem jutott be a döntőbe | Nem jutott be a döntőbe | 14.                | 45                 |
| 2012 | Litesound                | We Are the Heroes   | Mi vagyunk a hősök            | Nem jutott be a döntőbe | Nem jutott be a döntőbe | 16.                | 35                 |
| 2013 | Alyona Lanskaya          | Solayoh             | —                             | 16.                     | 48                      | 7.                 | 64                 |
| 2014 | Teo                      | Cheesecake          | Sajttorta                     | 16.                     | 43                      | 5.                 | 87                 |
| 2015 | Uzari & Maimuna          | Time                | Idő                           | Nem jutott be a döntőbe | Nem jutott be a döntőbe | 12.                | 39                 |
| 2016 | Ivan                     | Help You Fly        | Segítek neked repülni         | Nem jutott be a döntőbe | Nem jutott be a döntőbe | 12.                | 84                 |
| 2017 | Naviband                 | Story of My Life    | Az életem története           | 17.                     | 83                      | 9.                 | 110                |
| 2018 | Alekseev                 | Forever             | Örökké                        | Nem jutott be a döntőbe | Nem jutott be a döntőbe | 16.                | 65                 |
| 2019 | Zena                     | Like It             | Szeretem                      | 24.                     | 31                      | 10.                | 122                |
| 2020 | VAL                      | Da vidna            | Hajnalig                      | Elmaradt a verseny      | Elmaradt a verseny      | Elmaradt a verseny | Elmaradt a verseny |
|      |                          |                     |                               |                         |                         |                    |                    |

### Visszaléptetett indulók
| Év   | Előadó               | Dal                 | Magyar fordítás          |
| ---- | -------------------- | ------------------- | ------------------------ |
| 2005 | Angelica Agurbash    | Boys and Girls      | Fiúk és lányok           |
| 2010 | 3+2                  | Far Away            | Messze                   |
| 2011 | Anastasiya Vinnikova | Born in Byelorussia | Belorussziában született |
| 2012 | Alyona Lanskaya      | All My Life         | Az egész életem          |
| 2013 | Alyona Lanskaya      | Rhythm of Love      | A szív ritmusa           |
| 2021 | Galasy ZMesta        | Ya nauchu tebya     | Megtanítalak             |
| 2021 | Galasy ZMesta        | Pesnya pro zaytsev  | Dal a nyulakról          |

## Háttér
| Év    | Rendező    | Kommentátor                                      | Pontbejelentő                                    |
| ----- | ---------- | ------------------------------------------------ | ------------------------------------------------ |
| 2003  | Riga       | Alesz Krugljakov és Tatjana Jakuseva             | Nem vettek részt                                 |
| 2004  | Isztambul  | Alesz Krugljakov                                 | Gyenyisz Kurjan                                  |
| 2005  | Kijev      | Alesz Krugljakov                                 | Jelena Ponomareva                                |
| 2006  | Athén      | Gyenyisz Dudinyszkij                             | Corrianna                                        |
| 2007  | Helsinki   | Gyenyisz Kurjan és Alekszander Tikanovics        | Juliana                                          |
| 2008  | Belgrád    | Gyenyisz Kurjan                                  | Olga Barabanszcsikova                            |
| 2009  | Moszkva    | Gyenyisz Kurjan                                  | Jekatyerina Litvinova                            |
| 2010  | Oslo       | Gyenyisz Kurjan                                  | Alekszej Grisin                                  |
| 2011  | Düsseldorf | Gyenyisz Kurjan                                  | Lejla Iszmailava                                 |
| 2012  | Baku       | Gyenyisz Kurjan                                  | Koldun                                           |
| 2013  | Malmö      | Evgeny Perlin                                    | Darya Domracheva                                 |
| 2014  | Koppenhága | Evgeny Perlin                                    | Alyona Lanskaya                                  |
| 2015  | Bécs       | Evgeny Perlin                                    | Teo                                              |
| 2016  | Stockholm  | Evgeny Perlin                                    | Uzari                                            |
| 2017  | Kijev      | Evgeny Perlin                                    | Alyona Lanskaya                                  |
| 2018  | Lisszabon  | Evgeny Perlin                                    | Naviband                                         |
| 2019  | Tel-Aviv   | Evgeny Perlin                                    | Maria Vasilevich                                 |
| 2021– | 2021–      | Nem vettek részt és nem közvetítették a versenyt | Nem vettek részt és nem közvetítették a versenyt |

## Galéria

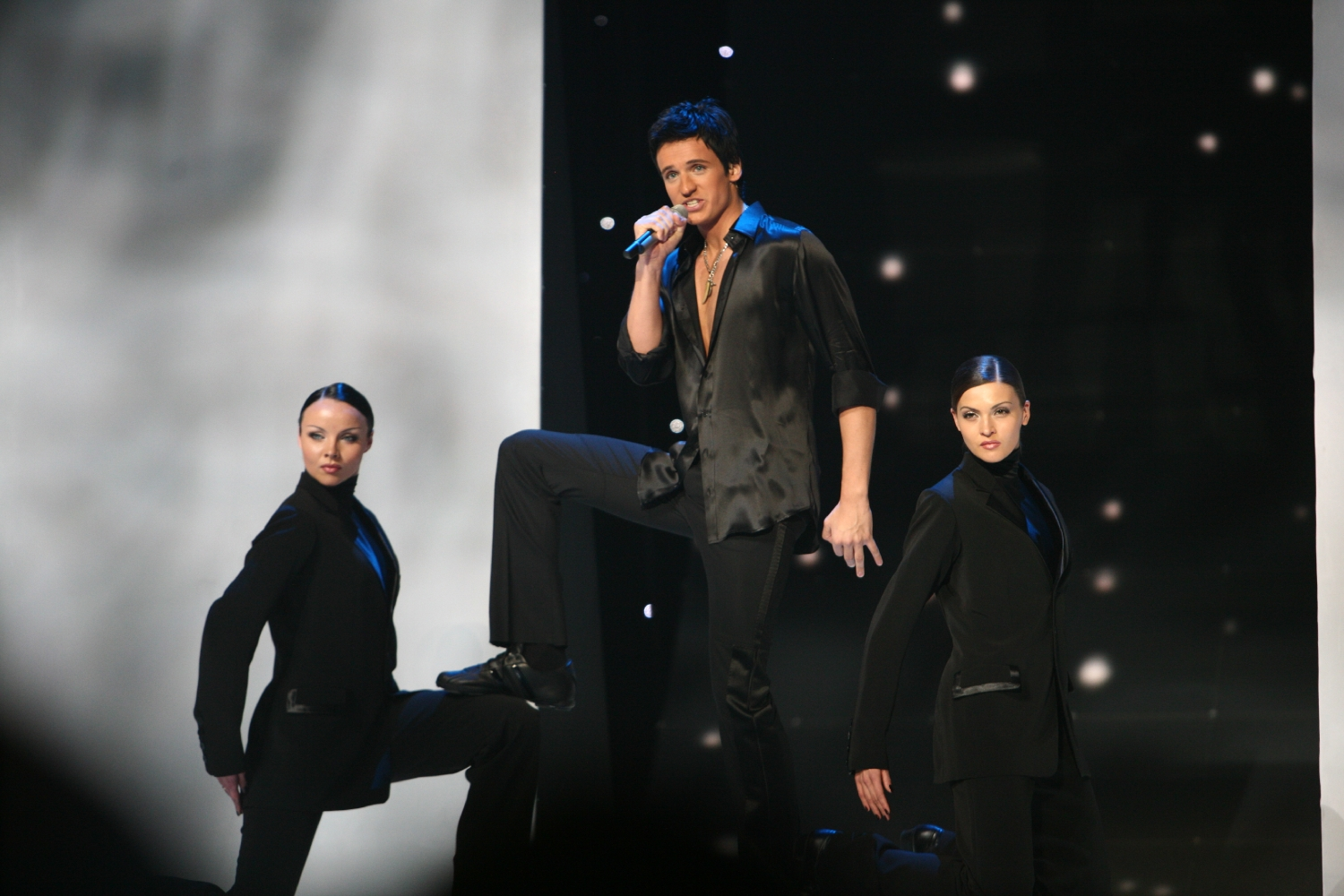
Koldun Helsinkiben (2007)
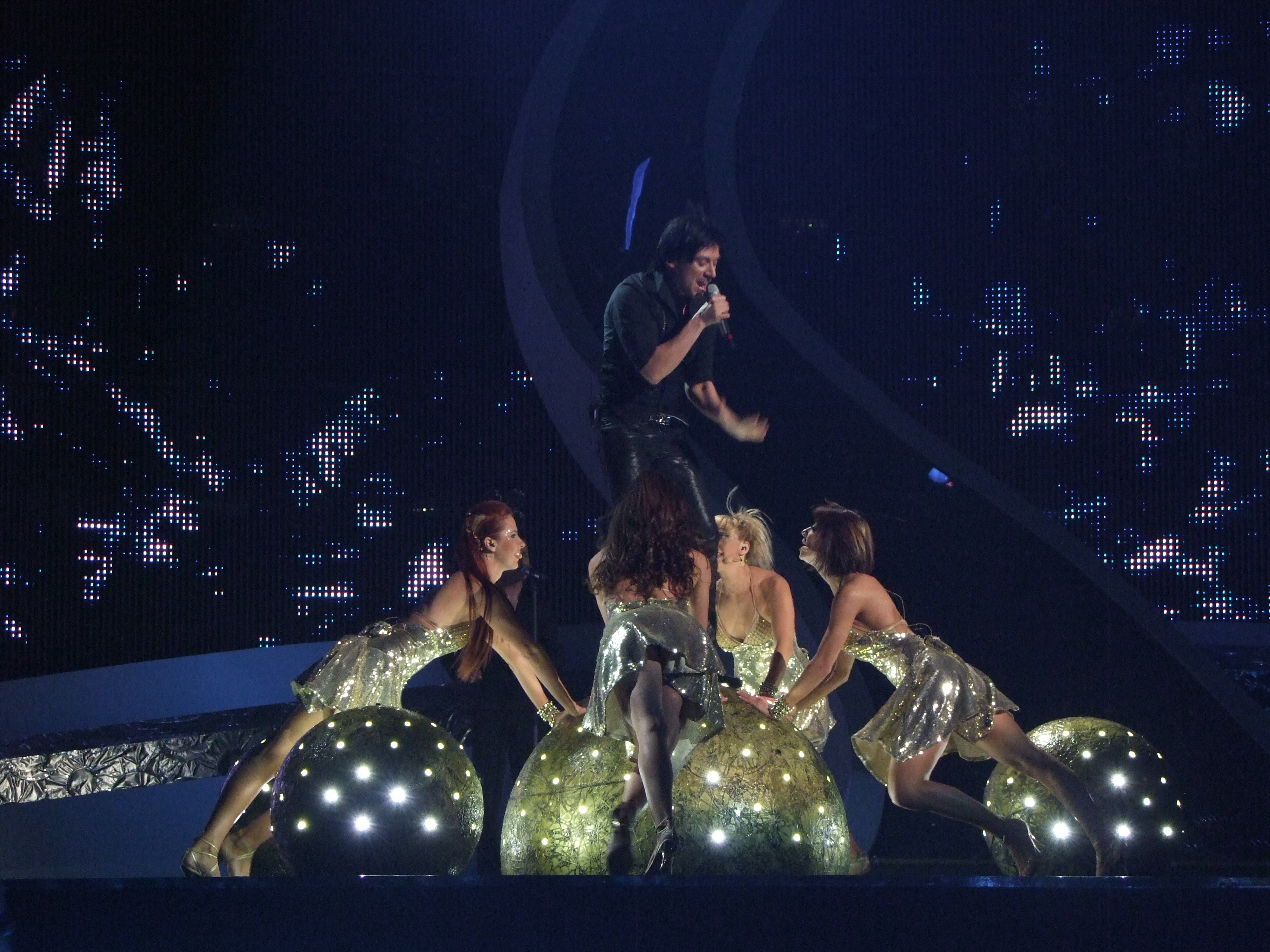
Ruslan Alkhno Belgrádban (2008)
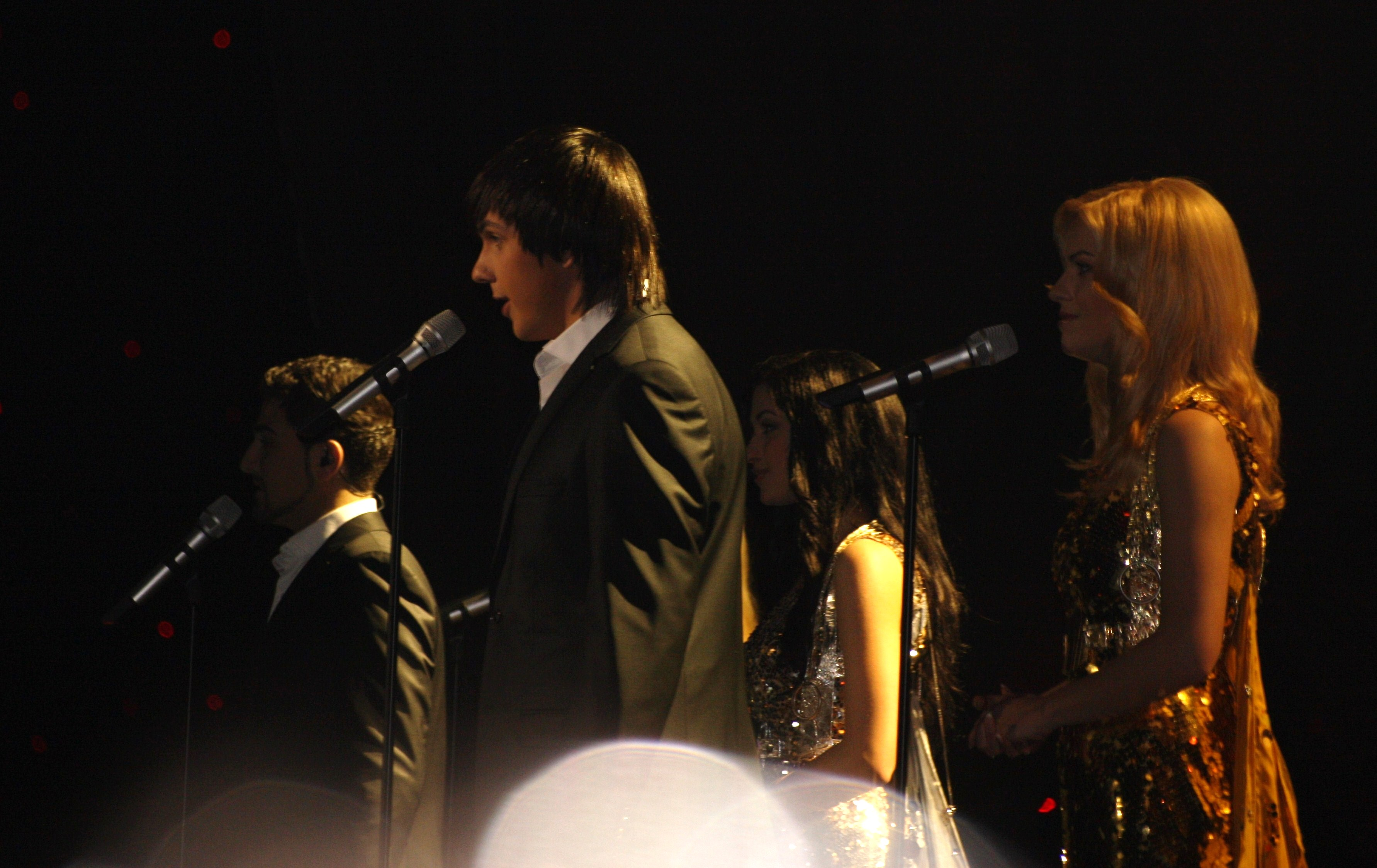
A 3+2 és Robert Wells Osloban (2010)
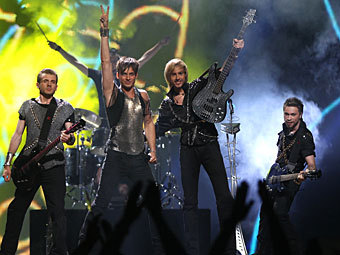
A Litesound Bakuban (2012)
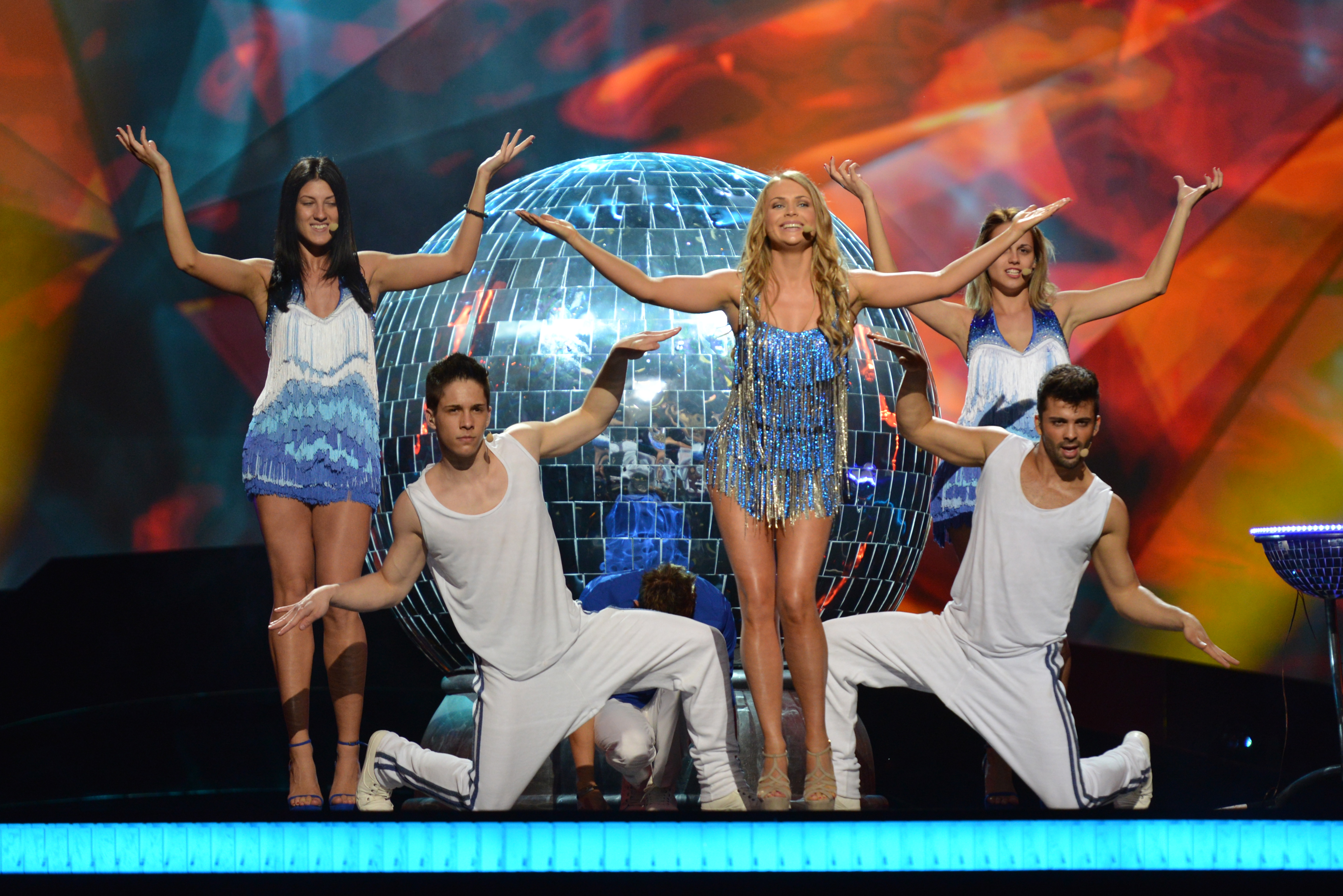
Alyona Lanskaya Malmőben (2013)
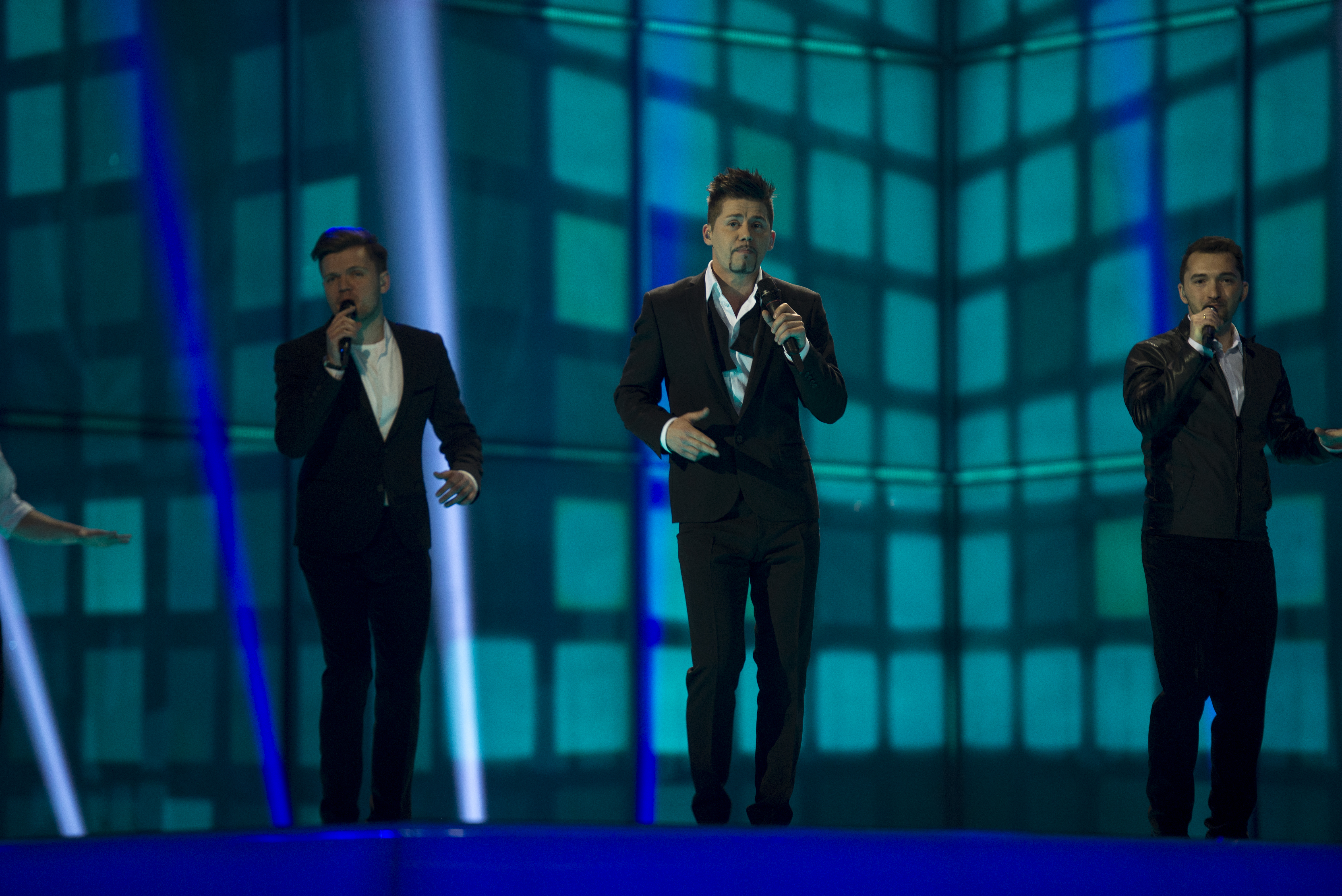
Teo Koppenhágában (2014)
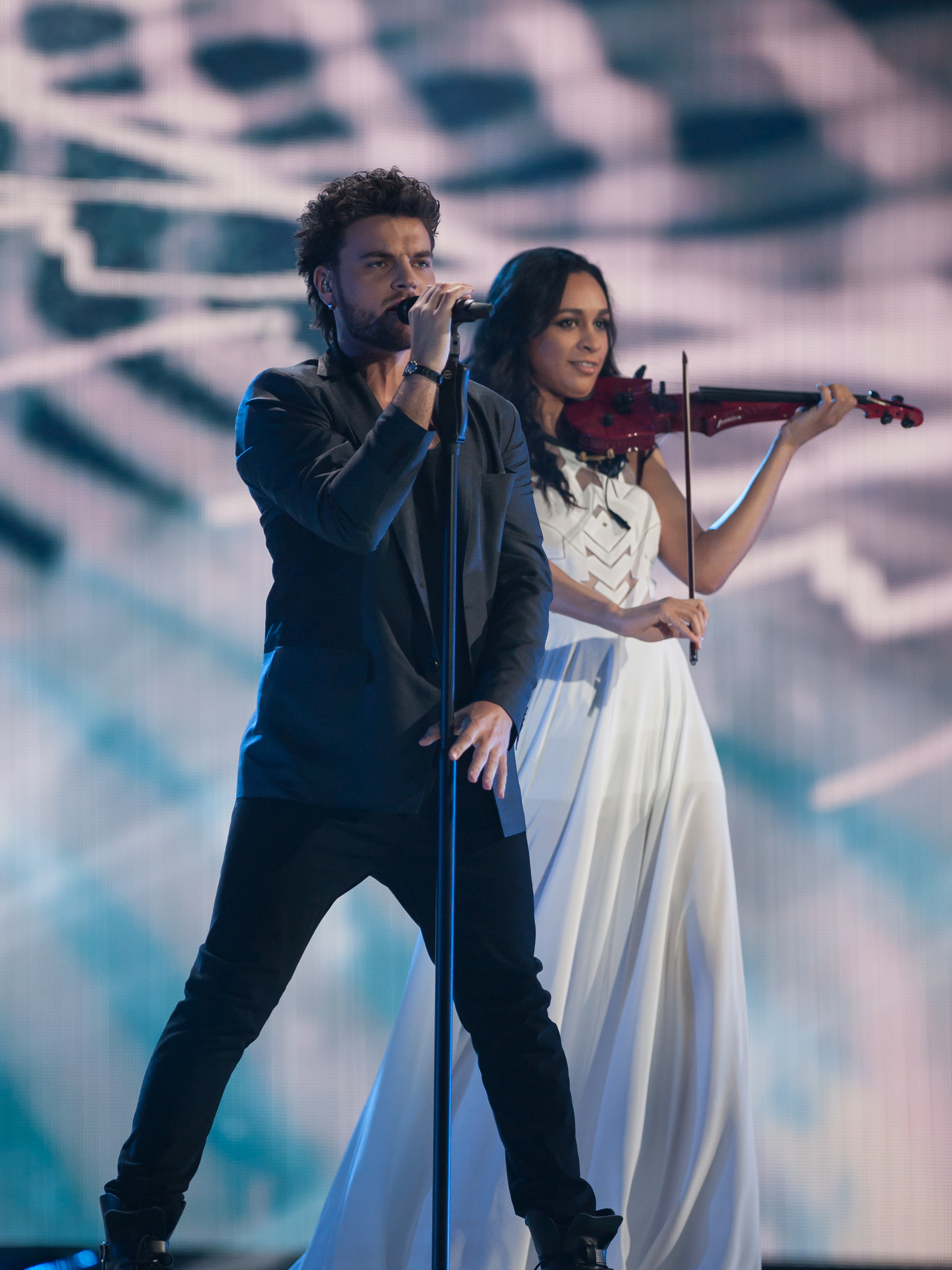
Uzari & Maimuna Bécsben (2015)
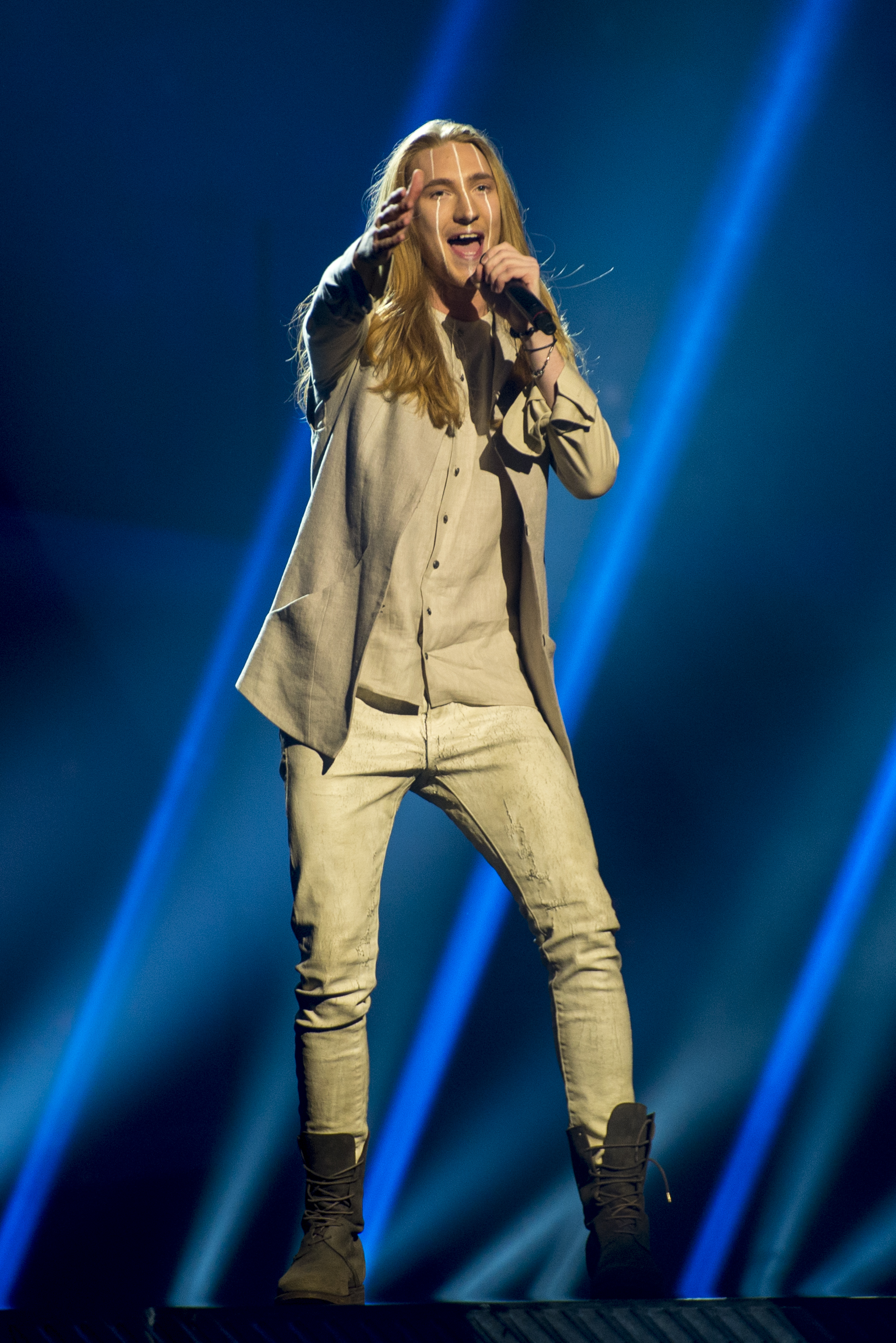
Ivan Stockholmban (2016)
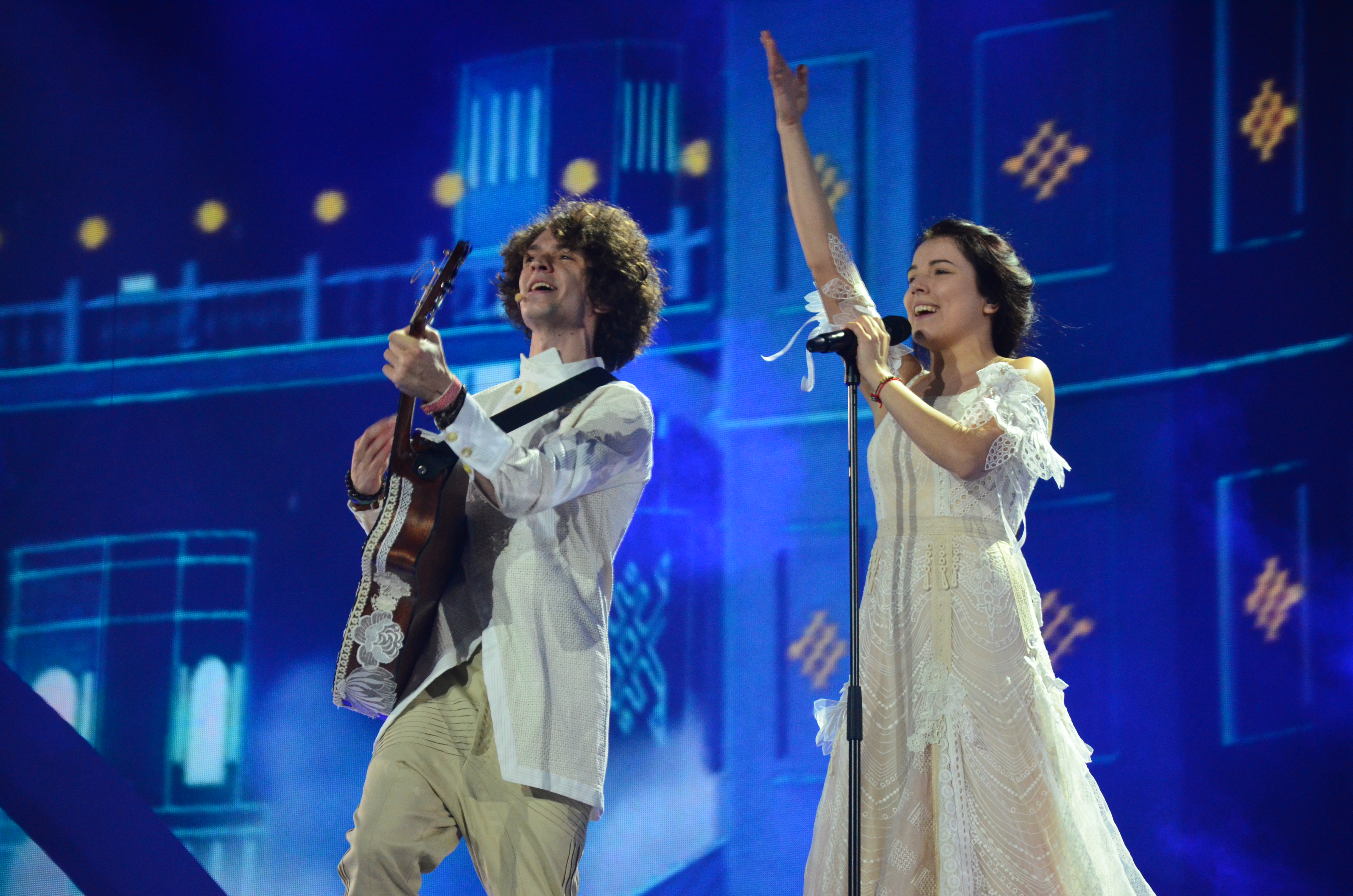
A Naviband Kijevben (2017)
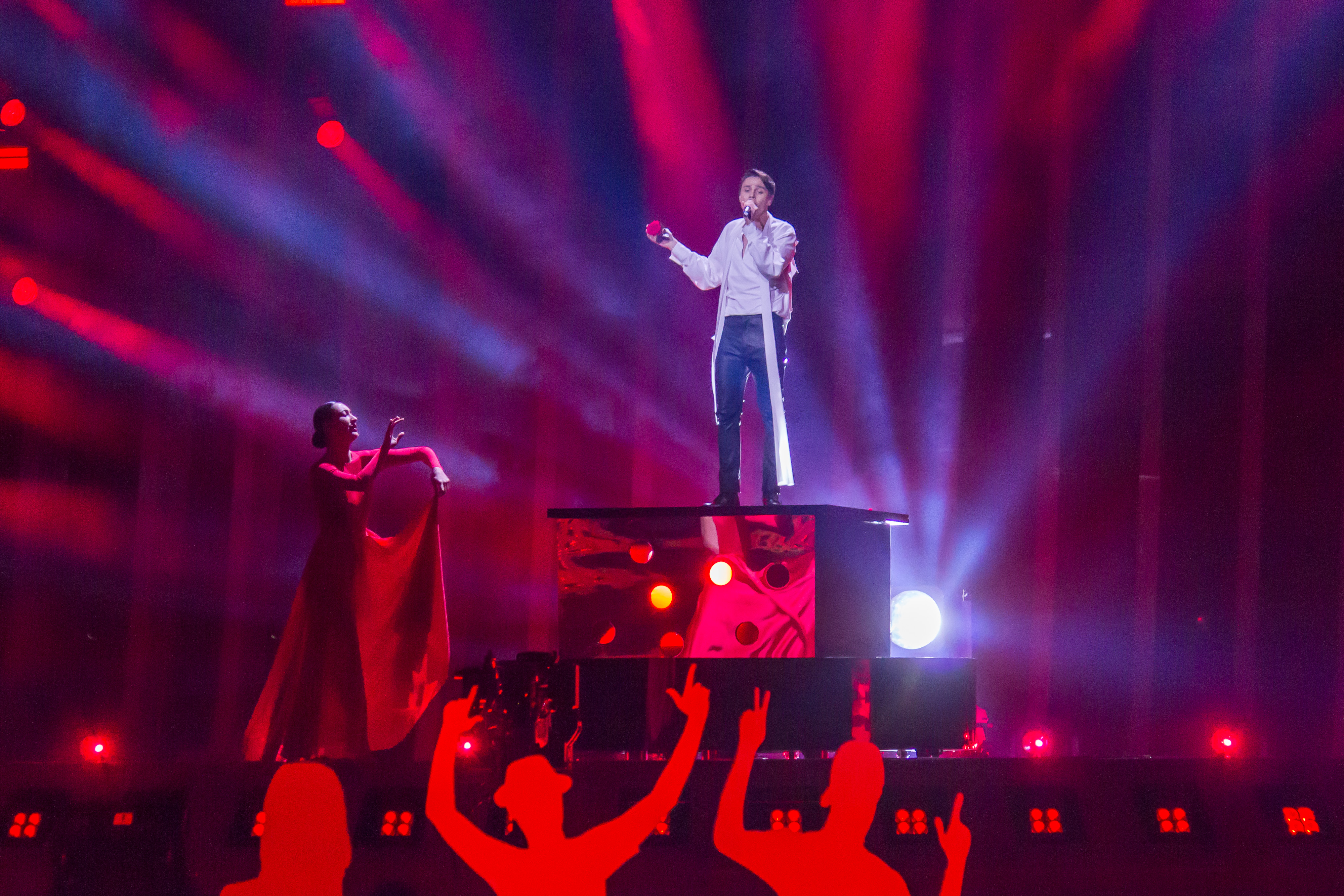
ALEKSEEV Lisszabonban (2018)
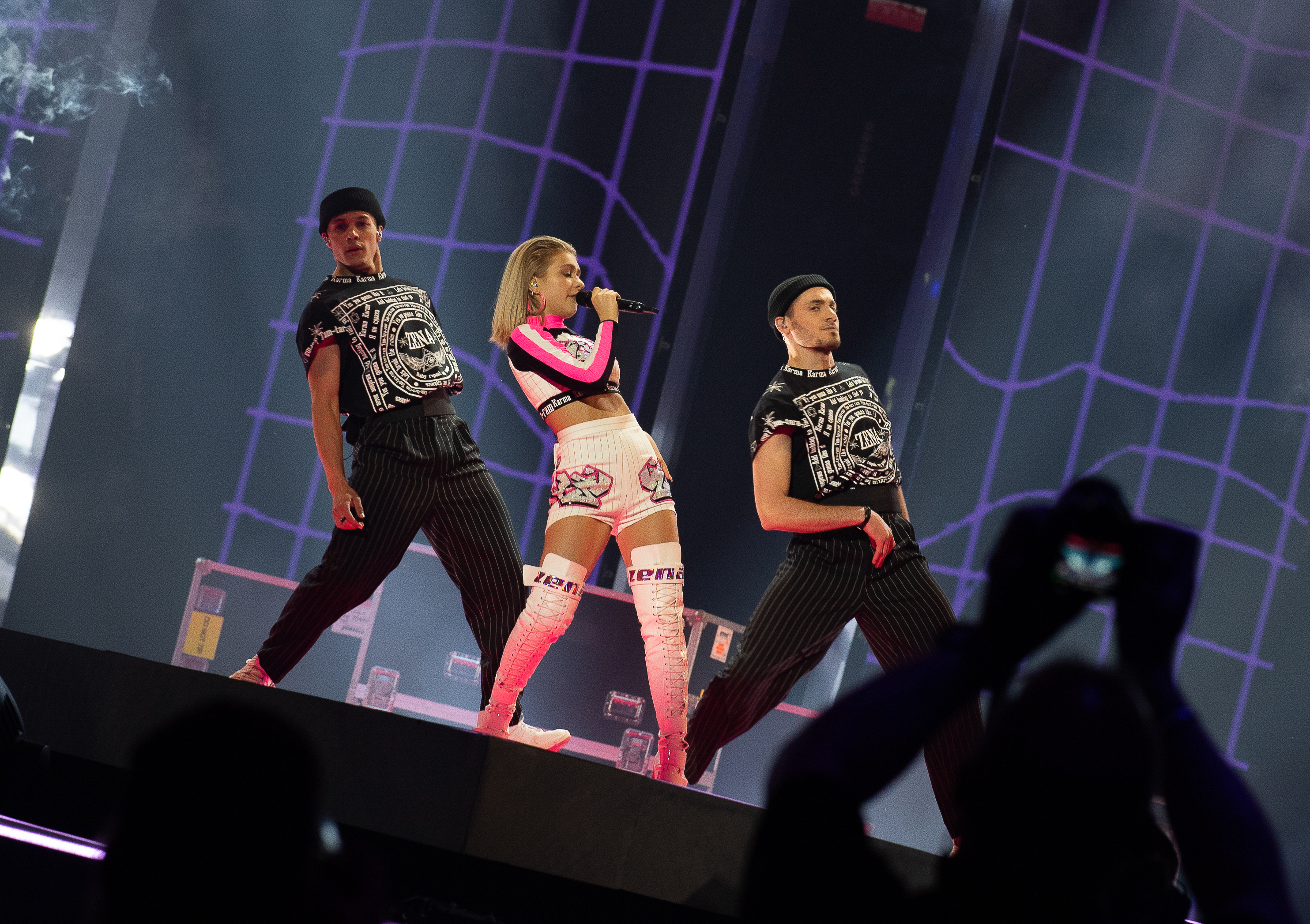
ZENA Tel-Avivban (2019)

## Lásd még
- Fehéroroszország a Junior Eurovíziós Dalfesztiválokon